# Востровська сільська рада
Востро́вська сільська рада (рос. Востровский сельский совет) — сільське поселення у складі Волчихинського району Алтайського краю Росії.
Адміністративний центр — село Вострово.

## Історія
2011 була ліквідована Приборовська сільська рада (село Приборове), територія увійшла до складу Востровської сільської ради (село Вострово).

## Населення
Населення — 1497 осіб (2019; 1675 в 2010, 1806 у 2002).

## Склад
До складу сільської ради входять:
| Населений пункт | Населення, осіб (2002) | Населення, осіб (2010) |
| --------------- | ---------------------- | ---------------------- |
| Вострово, село  | 1395                   | 1301                   |
| Приборове, село | 411                    | 374                    |